# Vietnamský dong
Vietnamský dong (vietnamsky Đồng) je měna používaná ve Vietnamu od 3. března 1978. Vydává ji Státní banka Vietnamu. Její symbol je ₫. Jedné koruně odpovídá přibližně 1000 ₫.

## Původ jména
Dong znamená vietnamsky měď. Je to tím, že se ve Vietnamu v době Francouzské Indočíny používal francouzský indočínský piastr, který byl měděný.

## Mince
Dnes platí mince v hodnotách 200₫, 500₫, 1000₫, 2000₫ a 5000₫. Jelikož se mince mezi obyvateli příliš neujaly, v roce 2011 přestaly být Státní bankou Vietnamu vydávány a dnes již prakticky nejsou v oběhu.

## Bankovky
V současné době platí bankovky v hodnotách 1 000₫, 2 000₫, 5 000₫, 10 000₫, 20 000₫, 50 000₫, 100 000₫, 200 000₫ a 500 000₫, dále platí také prakticky nepoužívané bankovky v hodnotách 100₫, 200₫ a 500₫. Na všech bankovkách je vyobrazen Ho Či Minh.